# الکساندر سالمون

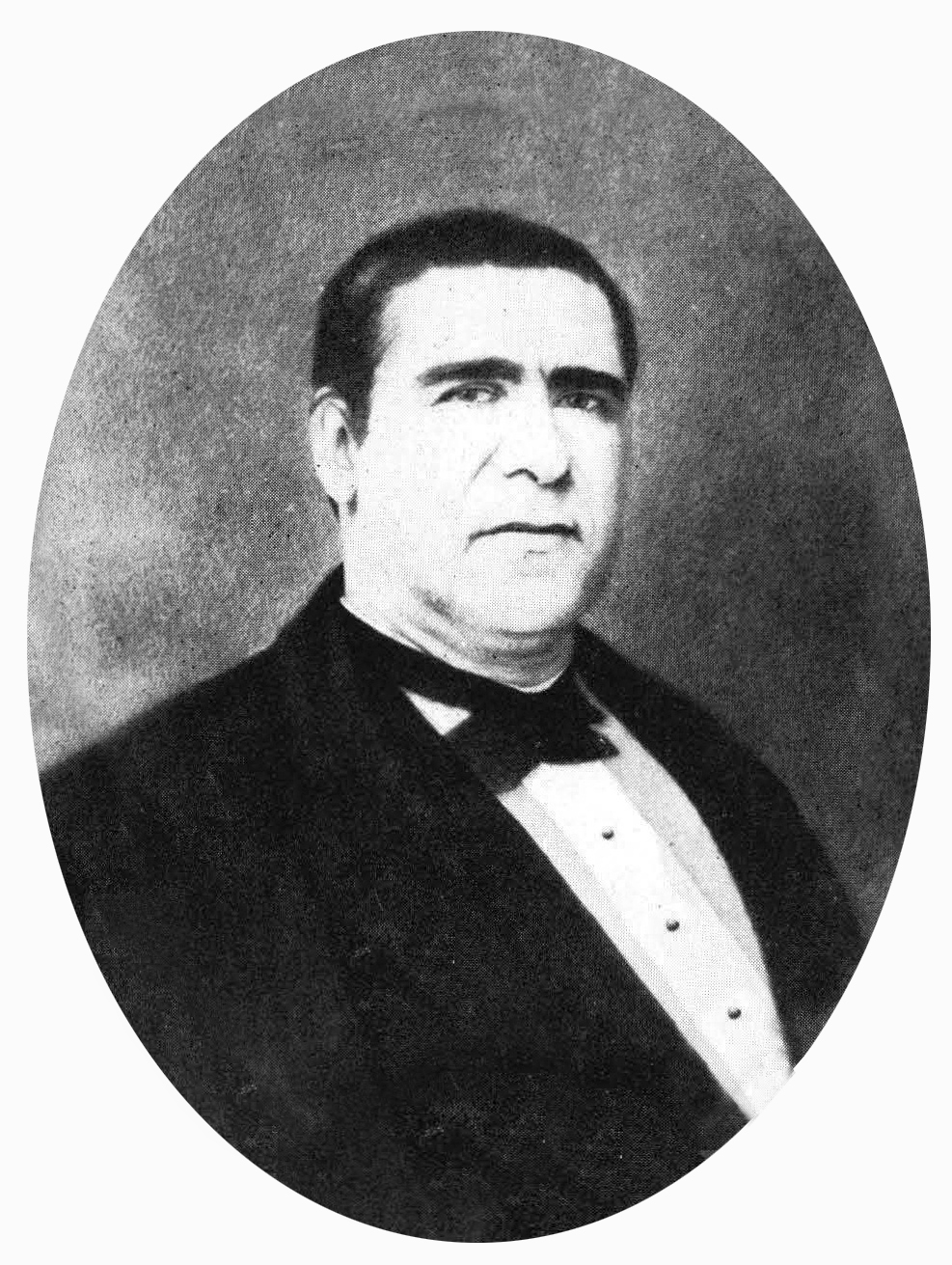
الکساندر سالمون، در حوالی سال ۱۸۶۵.

الکساندر سالمون (انگلیسی: Alexander Salmon) (زاده ۱۸۲۰ - درگذشته ۶ اوت ۱۸۶۶) یک بازرگان بریتانیایی و اولین یهودی ساکن تاهیتی بود. او دستیار شخصی ملکه پوماره چهارم از دودمان پوماره شد و با خواهر ناتنی وی ازدواج کرد. از طریق ازدواج دخترش با جان براندر، خانواده او بخشی از گروه ذی‌نفوذ سالمون/براندر در پادشاهی تاهیتی را تشکیل دادند.

## تولد و سالهای اولیه زندگی
الکساندر سولومون در سال ۱۸۲۰ در هیستینگز انگلستان به دنیا آمد. علی الرغم این که از وی به عنوان نواده یک «خاندان بانکدار یهودی در بریتانیا» یاد شده است، او دارای پیشینه خانوادگی کاملاً متفاوتی بود. پدر وی، جان سولومون دارای یک مغازه میوه‌فروشی یا سبزی‌فروش در خیابان پیکدیلی در غرب لندن بود. البته وقتی که وی در سال ۱۸۴۱ و در سن ۱۹ سالگی به تاهیتی وارد شد، سوابق خانوادگی خود را بهبود بخشید.